# Græsk-tyrkiske krig (1897)
|  | For andre konflikter mellem Grækenland og Tyrkiet/Det Osmanniske Rige, se Græsk-tyrkiske krig |
Den Græsk-tyrkiske krig i 1897, også kaldet Tredivedages krigen og i Grækenland kendt som Sorte '97, var en krig mellem Grækenland og det Osmanniske Rige. Den direkte årsag var spørgsmålet om den osmanniske provins Kretas status. Øens græske flertal havde længe ønsket at blive forenet med Grækenland. Som følge af stormagternes intervention efter krigen blev der dannet et autonom kretisk stat under osmannisk overherredømme det følgende år med prins Georg af Grækenland og Danmark som dens først højkommissær. Det var første gang den græske hær var i krig efter den Græske uafhængighedskrig i 1821.

## Baggrund
I overensstemmelse med betingelserne i aftalerne fra Berlinkongressen i 1878 underskrev det Osmanniske Rige Helepa-pagten, som indeholdt gennemførelsen af loven af 1868, som var blevet lovet men aldrig gennemført af den osmanniske regering, som skulle give Kreta vidtgående selvstyre. De osmanniske kommissærer ignorerede imidlertid hyppigt pagten, hvilket førte gentagne opstande i 1885, 1888 og 1889. I 1894 genudnævnte Sultan Abdul Hamid II Alexander Karatheodori Pasha til guvernør af Kreta, men Karatheodoris ihærdighed med hensyn til at gennemføre aftalen blev mødt med raseri af den muslimske befolkningsgruppe på Kreta og førte til nye sammenstød mellem græske og tyrkiske grupper i 1896.
For at stoppe uroen blev der sendt forstærkninger af osmannisk militær samtidig med at græske frivillige
ankom til øen for at støtte den græske befolkning. Samtidig begyndte krigsskibe fra stormagterne at patruljere i farvandet omkring Kreta, hvilket førte til en yderligere eskalation. Trods det blev der indgået en aftale med sultanen og spændingerne aftog. I januar 1897 udbrød der kampe mellem de to befolkningsgrupper på øen, da begge sider forsøgte at styrke deres greb om magten. Det kristne distrikt Chania blev sat i brand og mange flygtede ud til de udenlandske skibe, som lå for anker uden for byen. En kamp for uafhængighed og forening med Grækenland blev erklæret af kretiske revolutionære.
Den græske premierminister Theodoros Deligiannis blev udsat for hård kritik fra sin politiske modstander Dimitrios Rallis på grund af hans påstået manglende evne til at håndtere sagen. Vedvarende demonstrationer i Athen beskyldte kong Georg 1. og regeringen for at forråde den kretiske sag. Ethniki Etaireia, en militaristisk, nationalistisk organisation, som havde infiltreret alle niveauer i hæren og forvaltningen pressede på for en øjeblikkelig konfrontation med osmannerne.

## Optakt til krig
Den 25. januar 1897 sejlede det første troppetransportskib til Kreta under ledsagelse af slagskibet Hydra. Her landsattes to bataljoner fra den græske hær under oberst Timoleon Vassos ved Chania. Den 2. februar erklærede Vassos ensidigt øens forening med Grækenland – trods stormagternes garantier om osmannisk overherredømme over øen. Stormagterne reagerede med at kræve at Deligiannis straks trak de græske styrker tilbage fra øen til gengæld for autonomi. Dette krav blev afvist, og den 7. februar kom det til det første store slag mellem grækere og tyrker da den græske ekspeditionsstyrke besejrede den 4.000 mand stærke osmanniske styrke ved Livadeia.

## De modstående styrker
Den græske hær bestod af 3 divisioner hvor af 2 tog opstilling i Thessalien og en i Arta i Epeiros regionen. Kronprins Konstantin var den eneste general i hæren. Han overtog kommandoen over styrkerne den 25. marts. Den græske hær i Thessalien bestod af 38.000 mand 500 kavalerister og 96 kanoner mens den i Epeiros var på 16.000 mand og 40 kanoner.
Den osmanniske hær bestod af 8 infanteridivisioner og en kavaleridivision. Ved fronten i Thessalien bestod den af 92.500 mand, 1.300 kavalerister og 186 kanoner mens den i Epeiros var på 29.000 mand og 24 kanoner. Hertil kom, at den osmanniske hær blev bistået af en tysk militærmission under general Baron von der Goltz som havde reorganiseret hæren efter dens nederlag i Den russisk-tyrkiske krig (1877-1878). Edhem Pasha havde overkommandoen over de osmanniske styrker.
Udover den åbenlyse forskel i størrelse havde de to sider også betydelige forskelle i kvaliteten af deres udstyr. Den osmanniske hær var allerede udstyret med 2. generation af repetergeværer (Mauser Model 1890 og 1893), mens grækerne var udstyret med de forældede enkeltskuds Gras rifler.
Der var også mulighed for kamp til søs. I 1897 bestod den græske flåde af tre små slagskibe af Hydra-klassen, en krydser og adskille små gamle panserskibe og kanonbåde. De græske skibe gennemførte bombardementer af tyrkiske befæstninger og eskorterede troppeskibe, men det kom ikke til større søslag under krigen. Den osmanniske flåde havde 8 slagskibe og panserskibe, som var mindst lige så store som de græske, og selv om de fleste var af forældede typer, var Osmaniye-klassen blevet ombygget og moderniseret. Den tyrkiske flåde havde også flere mindre panserskibe, to upansrede krydsere og et antal mindre skibe heriblandt torpedobåde. Den osmanniske flåde var imidlertid ikke blevet vedligeholdt, måske på grund af sultanens frygt for at en stærk flåde kunne danne grobund for et oprør mod regeringen, og da flåden blev mobiliseret i 1897 var de fleste skibe i dårlig stand og kunne ikke udfordre grækerne i farvandene syd for Dardanellerne.

## Krigen
Den 24. marts krydsede 2.600 irregulære tropper grænsen og trængte ind i det osmanniske Makedonien for at skabe forvirring bag fjendens linjer ved at inspirere de lokale til at gøre oprør. Som følge heraf mobiliserede Edhem Pasha sine styrker den 6. april. Det var hans plan at omringe de græske styrker og ved at bruge floden Pineios som en naturlig grænse trænge dem tilbage til det centrale Grækenland. Ikke desto mindre blev hans bagtrop stoppet mens centrum af hans styrke trængte frem, hvilket gav anledning til at ændre den oprindelige plan. Den græske plan gik ud på at få kamp over en bred front, hvilket i sidste ende ville føre til store tab mod en allerede overlegen fjende.

## Fronten i Thessalien
Krigen blev officielt erklæret den 18. april da den osmanniske ambassadør i Athen, Asim Bey, mødtes med den græske udenrigsminister og meddelte at de diplomatiske forbindelser blev afbrudt. Det kom til store slag den 21.-22. april ved byen Tyrnavos, men da den overvældende tyrkiske styrke dannede en fælles front og stødte frem sammen gav den græske generalstab ordre til tilbagetrækning, hvilket spredte panik blandt soldater og civile. Larissa faldt den 27. april mens de græske styrker omgrupperede sig bag den strategiske linje Velestino i Farsala. Alligevel fik en division ordre til at støde frem mod Valestino og derved dele de græske styrker i to, som var 60 km fra hinanden. Mellem den 27. og 30. april blev den osmanniske fremrykning bremset og stoppet af grækerne under kommando af oberst Konstantinos Smolenskis.
Den 5. maj angreb 3 osmanniske divisioner Farsala og tvang grækerne til et ordnet tilbagetog til Domokos og umiddelbart efter trak Smolenskis sig tilbage fra det nyligt generobrede Velestion til Almyros. Volos fald i hænderne på osmannerne den 8. maj.
Ved Domokos samlede grækerne 40.000 mand i en stærk forsvarsstilling. Tyrkerne rådede over i alt 70.000 tropper, hvoraf de 45.000 var direkte involveret i slaget. Den 16. maj sendte angriberne en del af deres hær rundt om grækernes flanke for at afskære deres retræterute, men den nåede ikke frem i tide. Den følgende dag gennemførte resten af hæren et frontalt angreb. Begge sider kæmpede hård. Tyrkerne blev holdt stangen af ilden fra det forsvarende infanteri indtil deres venstre flanke overvandt grækernes højre. Den osmanniske styrke brød gennem fronten og tvang på ny grækerne til at trække sig tilbage. Smolenskis fik ordre til at stå fast ved Thermopylæpassagen, men den 20. maj blev der indgået en våbenhvile.

## Epeirosfronten
Den 18. april angreb osmanniske styrker under Ahmed Hifzi Pasha broen ved Arta, men blev tvunget til at trække sig tilbage og omgruppere sig omkring Pente Pigadia. Fem dage senere erobrede oberst Manos Pente Pigadia; men det græske fremstød blev bragt til standsning på grund af manglende forstærkninger overfor en allerede numerisk overlegen modstander. Den 12. maj forsøgte græske styrker og Epirot frivillige at afskære Preveza; men tvunget til at trække sig tilbage med store tab.

## Våbenstilstanden
Den 20. september blev der sluttet fred mellem de to parter. Grækenland blev tvunget til at opgive mindre grænseområder og betale en stor krigsskadeserstatning. For at kunne betale erstatningen kom den græske økonomi under international kontrol. For den græske opinion og militæret var den tvungne våbenstilstand en ydmygelse, som understregede landets manglende evne til at opfylde sine nationale mål (Megali Idea, græsk for "den store idé"). Denne erkendelse banede vejen for Goudis revolution i 1909 som krævede øjeblikkelige reformer i hæren, økonomien og samfundet. Til sidst kom Eleftherios Venizelos til magten, og som leder af det liberale parti gennemførte han en lang række reformer, som ændrede den græske stat og førte til sejr i Balkankrigen to år senere.

### Tab
| Tab                | Græske    | Græske   | Osmanske  | Osmanske |
| ------------------ | --------- | -------- | --------- | -------- |
| Tab                | Officerer | Soldater | Officerer | Soldater |
| Dræbt i kamp       | 32        | 640      | 52        | 1.059    |
| Såret i kamp       | 98        | 2.383    | 91        | 3.238    |
| Krigsfanger        | 1         | 252      | 1         | 15       |
| Såret udenfor kamp | 5         | 337      | -         | -        |
| I alt              | 136       | 3.612    | 144       | 4.312    |
| Total              | 3.748     | 3.748    | 4.456     | 4.456    |

## Eksterne kilder
- Wikimedia Commons har flere filer relateret til Græsk-tyrkiske krig (1897)
- Onwar.com om første græsk-tyrkiske krig Arkiveret 23. juni 2013 hos  Wayback Machine